# ألكسندر كورزون
ألكسندر كورزون هو لاعب كرة قدم بيلاروسي في مركز الهجوم، ولد في 13 يوليو 2000 في مينسك في بيلاروس. لعب مع FC Isloch Minsk Raion ‏.

## وصلات خارجية
- ألكسندر كورزون على موقع قاعدة بيانات كرة القدم.إي يو (الإنجليزية)
- ألكسندر كورزون على موقع Soccerway.com (الإنجليزية)